# Missing Link
Missing Link (en España, Mr. Link. El origen perdido; en Hispanoamérica, Sr. Link) es una película estadounidense de aventuras animada en stop-motion 2019 escrita y dirigida por Chris Butler y producida por Laika y Annapurna Pictures y distribución por STX Entertainment y Walt Disney Studios Motion Pictures. Cuenta con las voces de Hugh Jackman, Zoe Saldaña, Emma Thompson, Stephen Fry, David Walliams, Timothy Olyphant, Matt Lucas, Amrita Acharia y Zach Galifianakis. La trama sigue a un explorador que se encuentra con una criatura similar a Sasquatch y debe acompañarlo hasta donde sus primos Yeti en el Himalaya.
Fue estrenada en Estados Unidos el 12 de abril de 2019 por STXfilms. Es la primera película de Laika distribuida de Walt Disney Studios Motion Pictures, sin ser distribuida por Focus Features.

## Argumento
En 1808, Sir Lionel Frost, un investigador luchador de criaturas míticas, ha buscado continuamente diferentes criaturas para estudiar y anunciar su presencia en el mundo, lo que le permitiría ser aceptado en la "Sociedad de Grandes Hombres", que está dirigida por el rival de Frost, Lord Piggot-Dunceby. Frost recibe una carta reconociendo la presencia de un Sasquatch, haciendo un trato con Piggot-Dunceby que le permitiría unirse a la sociedad si demostrara que la criatura era real.
Frost viaja al noroeste del Pacífico y finalmente se topa con Sasquatch en un bosque. Después de llamarlo "Sr. Link", Sasquatch le dice a Frost que él fue quien envió la carta. El Sr. Link solicita la ayuda de Frost para encontrar a sus parientes, los yetis, en el Himalaya. Frost acepta ayudarlo, pero no es consciente del hecho de que Piggot-Dunceby ha contratado a un cazarrecompensas llamado Willard Stenk para rastrear a Frost y matarlo, asegurando que los puntos de vista conservadores proimperialistas de la sociedad permanezcan sin ser cuestionados.
La antigua amante de Frost, Adelina Quincena, tiene un mapa del Himalaya encerrado en una caja fuerte que perteneció a su difunto esposo, uno de los antiguos socios de Frost, por lo que los dos visitan su mansión para adquirirlo. Sin embargo, Adelina alberga resentimiento por la desaparición de Frost del funeral de su esposo y lo echa cuando le ofrece pagar el mapa. Frost y el Sr. Link regresan más tarde por la noche y entran, pero el ruido del Sr. Link despierta a Adelina, y la caja fuerte finalmente se cae por la ventana del piso superior, abriéndose tras las secuelas. Frost y el Sr. Link toman el mapa y escapan, pero son descubiertos al día siguiente por Quincena que les permite buscar a los Yetis mientras ella esté allí para acompañarlos. Stenk llega y se produce un tiroteo, pero el trío engaña a su perseguidor para que se suba al tren para buscarlos.
El trío hace su viaje en barco, y Quincena presiona a Frost para que se acerque al Sr. Link para demostrar su sinceridad. Frost disfruta de una conversación conmovedora con el Sr. Link en la cubierta del barco, donde el Sr. Link se da el nombre de "Susan", después de un buscador amigable que una vez encontró. Sin embargo, una vez más son emboscados por Stenk. Después de varios enfrentamientos en diferentes partes de la nave, el trío finalmente encierra a Stenk en las salas de embarque del barco mientras hacen otra escapada.
El trío finalmente se dirige a los Himalayas y apuntan en dirección al templo Yeti, y conduce a su Reina, quien revela su valle aislado al grupo. Luego revela que su desdén por la humanidad se extiende a Susan, que ha interactuado estrechamente con ellos. Tiran al trío en un pozo para que se queden hasta que mueran. Susan le da un impulso a Quincena y derriba a algunos guardias Yeti, lo que les permite apilarlos y escapar. Corren a través del puente de hielo, donde Piggot-Dunceby y Stenk armados esperan en el centro del puente. Frost denuncia el orgullo de su rival y defiende a Susan como más humana que la sociedad. Como resultado, el loco Piggot-Dunceby comienza a disparar su escopeta de doble cañón contra el puente de hielo para matar al trío, hasta que Susan evita que Piggot-Dunceby avance más, lo que aún hace que se rompa y se rompa. Piggot-Dunceby y su asistente, el Sr. Collick, caen en la muerte mientras el trío y Stenk huyen. Llegan demasiado tarde y quedan colgados en el borde del puente de hielo destruido. Stenk, que ha llegado hasta el final, se burla de Frost, lo que lleva a los dos a participar en una pelea abofeteante mientras cuelgan en el puente. El trío trabaja en conjunto para deshacerse de Stenk, quien cae muerto después de que se rompe un carámbano y cae sobre él. Frost nombra a Susan como su nuevo compañero en las investigaciones, quien le arroja una frambuesa al líder Yeti.
Después de llegar a casa, Quincena le dice a Frost que se aventurará sola por un tiempo y se marcha, pero no antes de que la pareja comparta una breve aceptación mutua de sus sentimientos el uno por el otro. Susan y Frost regresan al espacio de trabajo de este último y comienzan su próximo caso para encontrar Atlantis. Después de que se van, los créditos finales revelan mapas y recuerdos de sus aventuras posteriores.

## Reparto
- Zach Galifianakis como Mr. Susan Link.
- Hugh Jackman como Sir Lionel Frost.
- Zoe Saldaña como Adelina Fortnight.
- Stephen Fry como Lord Piggot-Dunceby.
- Timothy Olyphant como Willard Stenk.
- Emma Thompson como the Yeti Elder.
- Amrita Acharia como Ama Lahuma.
- Matt Lucas como Mr. Collick
- David Walliams como Lemuel Lint.
- Ching Valdez-Aran como Gamu.
- Humphrey Ker como Doorman, General Pugh.
- Adam Godley como Lord Bilge.
- Neil Dickson como Mr. Roylott
- Ian Ruskin como Lord Scrivener.
- Matthew Wolf como Lord Ramsbottom.
- Darren Richardson como Alfie.
- Alan Shearman como Lord Entwhistle.
- Jack Blessing como McVitie, Conductor.
- Richard Miro como Ricardo.
- Jaswant Dev Shrestha como Elderly Villager.

## Producción

### Desarrollo
El 25 de abril de 2018, se anunció que Laika había empezado el desarrollo de Film Five, una nueva película animada dirigida por Chris Butler. La película será producida en asociación con Annapurna Pictures quién también se encarga de la distribución doméstica. El 7 de mayo de 2018, se anunció que el título de la película había sido cambiado Missing Link y sería estrenada en los Estados Unidos en la primavera de 2019.

### Reparto
Junto al anuncio inicial de la película, se confirmó que Hugh Jackman, Zoe Saldaña, y Zach Galifianakis darían voces en la película. Junto a la revelación del título de la película, se anunció que Stephen Fry, Emma Thompson, Timothy Olyphant, Lucas Mate, David Walliams, Ching Valdez-Aran, y Amrita Acharya se habían unido al reparto

### Filmación
Se reportó que la producción ha entrado en marcha, con los artistas de Laika habiendo construido más de 110 sets con 65 ubicaciones únicas para la película.

## Estreno
Missing Link fue estrenada en los Estados Unidos el 12 de abril de 2019 por United Artists Releasing. Originalmente sería estrenada el 19 de abril, pero  fue adelantada una semana después de que The Voyage of Doctor Dolittle fue atrasada hasta 2020. Lionsgate UK se encargó de la distribución de la película en el Reino Unido e Irlanda.

## Recepción
Missing Link recibió reseñas positivas de parte de la crítica y de la audiencia. En el sitio web especializado Rotten Tomatoes, la película posee una aprobación de 88%, basada en 172 reseñas, con una calificación de 7.2/10 y con un consenso crítico que dice: "Otro triunfo hermosamente animado para Laika, Missing Link es un regalo visual con mucho humor, mucho corazón e incluso un poco de alimento para el pensamiento." De parte de la audiencia tiene una aprobación de 67%, basada en más de 1000 votos, con una calificación de 3.8/5.
El sitio web Metacritic le dio a la película una puntuación de 68 de 100, basada en 30 reseñas, indicando "reseñas generalmente favorables". Las audiencias encuestadas por CinemaScore le otorgaron a la película una "B+" en una escala de A+ a F, mientras que en el sitio IMDb los usuarios le asignaron una calificación de 6.7/10, sobre la base de 26 502 votos. En la página web FilmAffinity la cinta tiene una calificación de 6.2/10, basada en 2456 votos.

## Premios y nominaciones
| Mejor película animada | Ganadora |

| Mejor película animada | Nominada |